# Bobby Wales
Bobby Wales (* 23. Juni 2005 in Hurlford) ist ein schottischer Fußballspieler, der bei Swansea City in der EFL Championship unter Vertrag steht.

## Karriere

### Verein
Bobby Wales wurde in Hurlford, ca. fünf Kilometer südöstlich von Kilmarnock geboren. Er spielte zunächst für die Jugendmannschaften des örtlichen Hurlford Boys Club bevor er 2011 als Neunjähriger zum FC Kilmarnock wechselte. Nach zehn Jahren in den Jugendmannschaften von „Killie“ unterzeichnete Wales am 17. Juli 2021 seinen ersten Profivertrag in Kilmarnock. Ein Jahr später gab Wales im Alter von 17 Jahren sein Debüt für die erste Mannschaft in der Scottish Premiership gegen den FC St. Johnstone, als er für Ash Taylor eingewechselt wurde. Nach zwei weiteren Partien im November 2022 gegen Dundee United und Hibernian Edinburgh als Einwechselspieler, stand Wales am 17. Dezember 2022 in seinem vierten Spiel für die Profis erstmals in der Startelf gegen Heart of Midlothian. Wales bestritt in der Saison 2022/23 insgesamt zehn Ligaspiele, darunter zwei Startelfeinsätze, erzielte jedoch keine Tore.
Wales wurde im September 2023 an den schottischen Drittligisten Alloa Athletic ausgeliehen. Zuvor hatte er seinen Vertrag in Kilmarnock bis 2025 verlängert. Für Alloa erzielte Wales in der Saison 2023/24 in 24 Spielen 12 Tore darunter zwei Doppelpacks gegen Annan Athletic und den Cove Rangers. Damit war er der beste Torjäger der Mannschaft, und fünftbester der gesamten Liga hinter Callumn Morrison, Rumarn Burrell, Ross MacIver und Kevin O’Hara.
Am 18. Mai 2025 erklärte sich Wales bereit, bei Swansea City zu unterschreiben, nachdem mit Kilmarnock ein Abfindungspaket vereinbart wurde. Er unterzeichnete einen Vierjahresvertrag mit dem Verein.

### Nationalmannschaft
Bobby Wales gab sein Debüt für Schottland in der U17-Nationalmannschaft am 2. September 2021 bei einem 1:1-Unentschieden gegen Wales. Mit der U17 nahm Wales ein Jahr später an der Europameisterschaft in Israel teil. Dabei kam der Stürmer in der Gruppenphase gegen Dänemark und Schweden zum Einsatz. Noch im selben Jahr gab Wales sein Debüt in der U18- und U19-Nationalmannschaft. Sein Debüt in der U18 gab er am 21. September 2022 gegen Polen. Am 16. November 2022 kam er zu seinem ersten Einsatz in der U19 gegen Island.